# Calgary Skyview
Circonscription électorale fédérale du Canada
Calgary Skyview est une circonscription électorale fédérale canadienne de l'Alberta. Elle comprend une partie de la ville de Calgary, dans le quart nord-est.
Les circonscriptions limitrophes sont
- au nord : Airdrie—Cochrane
- à l'est : Bow River
- au sud : Calgary McKnight et Calgary Nose Hill
- à l'ouest : Calgary Crowfoot.

Elle a été créée lors du redécoupage électoral de 2012 et représentée pour la première fois lors des élections générales de 2015.
Lors du redécoupage électoral de 2022, la circonscription a été sensiblement modifiée, perdant la moitié sud de son territoire au profit de la nouvelle circonscription de Calgary McKnight, mais s'agrandissant à l'ouest sur des secteurs appartenant jusque là à Calgary Nose Hill et Calgary Rocky Ridge.

## Députés
| Législature                               | Années        | Député        | Parti | Parti        |
| ----------------------------------------- | ------------- | ------------- | ----- | ------------ |
| Calgary Skyview issue de Calgary-Nord-Est |               |               |       |              |
| 42e                                       | 2015–2019     | Darshan Kang  |       | Libéral      |
| 43e                                       | 2019–2021     | Jag Sahota    |       | Conservateur |
| 44e                                       | 2021–en cours | George Chahal |       | Libéral      |

## Résultats électoraux
|       | Candidat           | Parti                                              | # de voix | % des voix |
|       | (x) Devinder Shory | Conservateur                                       | +17 884,  | 39,73 %    |
|       | Darshan Kang       | Libéral                                            | +20 664,  | 45,91 %    |
|       | Sahajvir Singh     | NPD                                                | +03 605,  | 8,01 %     |
|       | Ed Reddy           | Vert                                               | +00846,   | 1,88 %     |
|       | Daniel Blanchard   | Marxiste-léniniste                                 | +00088,   | 0,2 %      |
|       | Najeeb Butt        | Parti progressiste canadien                        | +00957,   | 2,13 %     |
|       | Stephen Garvey     | Parti pour l'avancement de la démocratie au Canada | +00786,   | 1,75 %     |
|       | Joseph Young       | Indépendant                                        | +00182,   | 0,4 %      |
| Total | Total              | Total                                              | 45 012    | 100 %      |